# Schlacht von Otumba
Die Schlacht von Otumba fand am 7. Juli 1520 auf einer Tiefebene in der Nähe von Otumba de Gómez Farías statt. Die Azteken versuchten, die spanischen Konquistadoren unter Hernán Cortés und die mit ihnen verbündeten Tlaxcalteken nach dessen verlustreichen Rückzug aus Tenochtitlán auf dem Weg zu seinen Verbündeten in Tlaxcala aufzuhalten, erlitten jedoch eine vernichtende Niederlage.

## Hintergrund

Route von Cortés’ Rückzug nach der Noche Triste

Ende März 1519 landete der spanische Konquistador Hernán Cortés mit einer Armee von etwa 2.000 Gefolgsleuten an der mexikanischen Küste in der Nähe von Potonchán. Nachdem sich die Spanier mit den Feinden der Azteken, den Tlaxcalteken, verbündet hatten, marschierten sie auf die aztekische Hauptstadt Tenochtitlan. Zunächst wurden die „weißen Götter“ vom aztekischen Herrscher Moctezuma empfangen, doch schlug die anfängliche Gastfreundschaft schnell in Misstrauen um.
Bald erkannten die Azteken, dass die Spanier vor allem an ihrem Gold und der Unterwerfung des Aztekenreiches interessiert waren; außerdem kritisierten Cortés und die mit ihm reisenden katholischen Priester offen die barbarische Götterverehrung ihrer Gastgeber. Schließlich wurde Cortés mit seiner Armee in seinem Quartier in Tenochtitlán von rebellierenden Azteken eingeschlossen, konnte aber unter schweren Verlusten aus der Hauptstadt fliehen.

## Die Schlacht

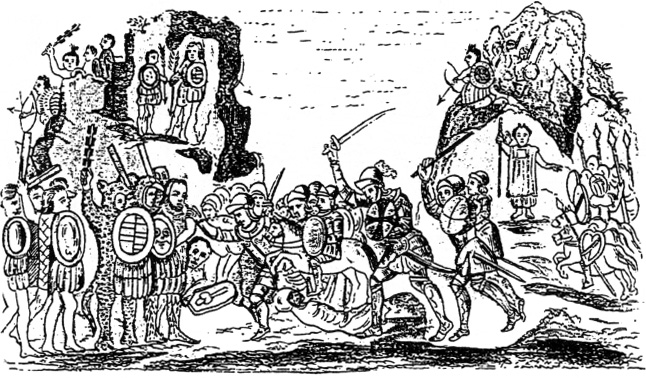
Schlacht von Otumba (ca. 1530)

Nach dem verlustreichen Rückzug aus Tenochtitlán, auch als Noche Triste bekannt, versuchte Cortés, sich mit seinen restlichen Truppen in das Gebiet von Tlaxcala abzusetzen. Auf der Flucht wurde er jedoch am 14. Juli 1520 durch ein großes Heer von etwa 20.000 bis 40.000 aztekischen Kriegern auf einer Tiefebene in der Nähe der heutigen Stadt Otumba de Gómez Farías gestellt. Für die Azteken sollte diese Schlacht den endgültigen Sieg über den verhassten spanischen Konquistador bringen. Cortés gelang es jedoch, trotz Hunger und Erschöpfung seiner Armee und im Angesicht der Tatsache, dass er und seine Gefolgsleute im Falle einer Niederlage den aztekischen Göttern geopfert worden wären, unter schweren Verlusten die feindliche Übermacht zu besiegen.
Cortés befahl seinen Truppen einerseits, gezielt die durch ihren Federschmuck und Feldstandarten einfach zu erkennenden Anführer der Azteken zu töten. Zudem konnten die Spanier die Vorteile ihrer Panzerrüstungen und Kanonen gegen die nur leicht, bestenfalls mit Obsidian-Waffen ausgerüsteten Azteken in einer Feldschlacht ausspielen. Hinzu kam, dass Cortés auf dem offenen Gelände des Schlachtfeldes effektiv seine Kavallerie einsetzten konnte, gegen die die Azteken bisher noch nicht gekämpft hatten. Nach dem Tod ihres Oberbefehlshabers Matlatzincatl durch einen gezielten Angriff und schweren Verlusten durch die wiederholten Angriffe der spanischen Reiterei zog sich die aztekische Armee zurück.

## Folgen
Cortés konnte sich nach der für beide Seiten verlustreichen Schlacht mit den wenigen Überlebenden nach Tlaxcala zurückziehen und mit neu aus Kuba eingetroffenen Verstärkungen drei Wochen später einen groß angelegten Eroberungsfeldzug gegen die Azteken beginnen. Am 13. August 1521 nahm er schließlich Tenochtitlán nach wochenlanger Belagerung ein und besiegelte damit das Ende des aztekischen Reiches.